# 坂崎重盛
坂崎 重盛（さかざき しげもり、1942年10月15日 - ）は、日本のエッセイスト。ペンネームに、坂崎ゴメン堂、波角ゴメン堂。

## 略歴
東京生まれ。本庄高等学校を経て、千葉大学園芸学部造園学科卒業。横浜市職員として、児童公園などの設計に参加するも1年で退職。河原淳に弟子入りした後、イラストやジャズ論評、詩作などを行う。出版社勤務を経て、1981年遊戯的出版プロデューサー集団「波乗社」を設立。

## エピソード
THE ALFEEの坂崎幸之助の叔父（実父の末弟）であり、一回りほど歳が上の粋人という事もあって、幸之助にとっては憧れの叔父だったという。ただし、法事を忘れたり、来ても二日酔いだったりなど、親戚は迷惑もしたという。『酒とつまみと男と女』では、不良隠居の肩書きで粋な酒飲みとしてレギュラー出演している。そして、甥である幸之助とも共演を果たすこととなった。

## 著書
- 『90年代ビジネスは快楽志向』ダイヤモンド社　1990
- 『なぜ、この人の周りに人が集まるのか 人望力についての実感的研究』PHP研究所　1990　のち文庫
- 『豚もおだてりゃ樹に登る河童もけなせば溺れ死ぬ ほめて生かそう自分も人も』PHP研究所　1993
  - 「「ほめ上手」には福きたる ほめれば生きる自分も人も」PHP文庫
  - 『豚もおだてりゃ木に登る河童もけなせば…』新講社　2012
- 『超隠居術 快楽的生活の発見と堪能』二玄社　1995　のちハルキ文庫
- 『道草的人生のヒント 「ココロ」の休日が人間を育てる』大和出版　1995
- 『やっと気づいた人間関係 世の中、やわらかく生きるために』三天書房　1997
- 『蒐集する猿』同朋舎 2000　のちちくま文庫
- 『東京本遊覧記』晶文社　2002
- 『「人間関係ぎらい」を楽しむ生き方』PHP文庫　2003
- 『Tokyo老舗・古町・お忍び散歩』朝日新聞社　2004　のち文庫
- 『一葉からはじめる東京町歩き』実業之日本社　2004　のち『東京文芸散歩』角川文庫
- 『「秘めごと」礼賛』文春新書　2006
- 『東京下町おもかげ散歩 明治の錦絵・石版画を片手に、時を旅する、町を歩く』グラフ社　2007
- 『東京読書 少々造園的心情による』晶文社　2008
- 『東京煮込み横丁評判記』光文社　2008　のち知恵の森文庫、中公文庫
- 『神保町「二階世界」巡り 及ビ其ノ他』平凡社　2009
- 『「絵のある」岩波文庫への招待 名著再会』芸術新聞社　2011
- 『粋人粋筆探訪』芸術新聞社　2013
- 『ぼくのおかしなおかしなステッキ生活』求龍堂　2014
- 『浮き世離れの哲学よりも　憂き世楽しむ川柳都々逸』中央公論新社　2018
- 『季語・歳時記巡礼全書』山川出版社　2021
- 『荷風の庭 庭の荷風』芸術新聞社　2023

## 共編著
- 『恋講座（カンガルー・ブックス）』ほへと組, 波角ゴメン堂共著 産業報知センター 1984
- 嵐山光三郎編著『インスタントラーメン読本』新潮文庫 1985 （波角ゴメン堂名義で協同編集、共著）
- 『恋愛の技術 名作文学からまなぶ恋のケース・スタディ』荒井敏由紀共編著　芸文社　1992
- 『感動的生き方の発見 For your vivid life 好奇心は磨くもの、感動は育むもの』編著　新講社　1994

## 出演

### テレビ番組
- 『酒とつまみと男と女』（2014年4月1日 - 2015年3月24日、BSジャパン） - 不良隠居役（雑誌『古典酒場』編集長の倉嶋紀和子と交替で出演）

## 参考
- 『文藝年鑑2011』
- http://bookweb.kinokuniya.co.jp/htm/4860814207.html